# Jan Tabaczyński
Jan Tabaczyński (ur. 10 grudnia 1878 w Brzeżanach, zm. 27 lipca 1940 w Warszawie) – generał brygady Wojska Polskiego, kawaler Orderu Virtuti Militari. 

## Życiorys
Urodził się 10 grudnia 1878 w Brzeżanach, ówczesnym mieście powiatowym Królestwa Galicji i Lodomerii, w rodzinie Michała i Rozalii z Bajzingerów.
W latach 1889–1893 uczył się w c. k. Gimnazjum w Stryju, a przez kolejne cztery lata w Szkole Kadetów Piechoty w Łobzowie. W 1897 rozpoczął zawodową służbę wojskową w cesarskiej i królewskiej Armii z przydziałem do 6 węgierskiego pułku piechoty w Budapeszcie.
W czasie I wojny światowej na froncie rosyjskim. W 1917 został odkomenderowany do Polskiej Siły Zbrojnej w charakterze instruktora. 
5 marca 1919 został przyjęty do Wojska Polskiego z byłej armii austro-węgierskiej, z zatwierdzeniem posiadanego stopnia majora ze starszeństwem od dnia 1 maja 1918, i przydzielony z dniem 1 grudnia 1918 do Poselstwa RP w Budapeszcie, w charakterze pełnomocnika wojskowego. 24 października 1919 objął dowództwo 28 pułku Strzelców Kaniowskich i sprawował je do 25 czerwca 1920. 30 lipca 1920 został zatwierdzony z dniem 1 kwietnia 1920 w stopniu podpułkownika, w piechocie, w grupie oficerów byłej armii austro-węgierskiej. 19 sierpnia 1920, w czasie wojny z bolszewikami, objął dowództwo 42 pułku piechoty. 10 października 1920 objął dowództwo XXXVI Brygady Piechoty, a 12 listopada 1920 dowództwo XXXV Brygady Piechoty i 42 pp w Łachwie. 26 lutego 1921 został odkomenderowany na kurs informacyjny dla wyższych dowódców przy Centrum Wyszkolenia Dowództwa Okręgu Generalnego Lwów. 23 kwietnia 1921, po powrocie z kursu, objął dowództwo XXXV BP i garnizonu Pińsk. 1 czerwca 1921 ponownie objął dowództwo 42 pp. Od 6 marca do 6 lipca 1922 był słuchaczem kursu dowódców piechoty dywizyjnej i pułków piechoty w Doświadczalnym Centrum Wyszkolenia Armii w Rembertowie.
3 maja 1922 zweryfikowany został w stopniu pułkownika ze starszeństwem z dniem 1 czerwca 1919 i 80. lokatą w korpusie oficerów piechoty. Z dniem 15 października 1922 przeniesiony został do 61 pułku piechoty w Bydgoszczy na stanowisko dowódcy pułku. W lipcu 1923 został przydzielony do 15 Dywizji Piechoty w Bydgoszczy na stanowisko dowódcy piechoty dywizyjnej. 1 grudnia 1924 awansował na generała brygady ze starszeństwem z dniem 15 sierpnia 1924 i 33. lokatą w korpusie generałów. W maju 1925 został mianowany dowódcą 20 Dywizji Piechoty w Słonimiu. 3 listopada 1926 zwolniony został ze stanowiska dowódcy dywizji i mianowany członkiem Oficerskiego Trybunału Orzekającego. Z dniem 31 maja 1927 przeniesiony został w stan spoczynku. Osiadł w majątku Komarówka k. Buczacza.
Zmarł 27 lipca 1940 w Warszawie. Pochowany w alei głównej na Cmentarzu Wojskowym na Powązkach w Warszawie (kwatera A23-tuje-2).
Był żonaty z Melanią Reischl, z którą miał sześcioro dzieci: 
- Jana Franciszka (1905–1993), kapitana broni pancernych, dowódcę szwadronu samochodów pancernych nr 62, ciężko rannego 5 września 1939,
- Fryderyka (1906–1989),
- Rudolfa (1909–1943), porucznika obserwatora 300 dywizjonu bombowego,
- Melanię (1910–2000),
- Małgorzatę (ur. 1915),
- i Ernesta Ryszarda (1918–1943), kaprala strzelca pokładowego 301 dywizjonu bombowego, odznaczonego Krzyżem Walecznych[19][20][21][22][23][24].

## Ordery i odznaczenia
- Krzyż Srebrny Orderu Wojskowego Virtuti Militari nr 1616 – 17 maja 1921[25]
- Krzyż Walecznych dwukrotnie[26] (po raz pierwszy 1 stycznia 1921, po raz drugi 1 kwietnia 1921)
- Krzyż Oficerski Orderu Gwiazdy Rumunii – 13 czerwca 1921[27][17][28]
- rumuński Medal Jubileuszowy Karola I – 13 czerwca 1921[29][30][31][28]